# Ходинска трагедия
Ходинската трагедия в Москва в ранната сутрин на 18 май 1896 г. довежда до смъртта на 1379 души и до раняването на хиляди.
Причинена е от блъсканица, породена от масова паника на тълпата от хора, борещи се за безплатни подаръци по случай коронясването на император Николай II.

## Организация
Ходинското поле се е намирало в Северозападната покрайнина на Москва (началото на съвременния Ленинградски проспект) и е било учебен плац за войските на московския гарнизон или за провеждане на народни празненства. Теренът е бил неравен, както заради различни изкопи, така и поради махнати по-рано временни метални павилиони.
За празненствата по случай на коронацията са изградени много временни арени, лавки, вкл. 20 дървени бараки за раздаването на общо на 30 000 бурета бира и на медовина, и 150 места за раздаване на 400 000 подаръчни комплекта.
Подаръчните комплекти са се състояли от украсена възпоменателна емайлирана чаша, хлебче, колбас, торба със сладкиши, покривка и специална торба. Предвидено било и да се раздадат и паметни монети.
За охраната на събитието са ангажирани около 1800 полицаи.
- Подаръчна чаша
- Подаръчна бисквита
- Подаръчна кърпа

## Развитие
Празненството било насрочено за 10 часа на 18 май. Още от вечерта на предния ден към мястото се стичат хора от Москва и от околността, които са привлечени от щедрите и ценни подаръци. До ранната сутрин към 5.00 часа, по някои оценки се събират над 400 000 души.
В 6.00 часа се разнася мълниеносен слух, че раздавачите на подаръците заделят от тях за свои хора, и че определеното количество няма да е достатъчно за всички. Изнервената тълпа се втурва към местата за получаване на подаръци и започва борба. Уплашените служители опитват да хвърлят подаръците към тълпата, което още повече усилва паниката и насилието, а охраняващите полицаи нямат възможност да се намесят ефективно. При това безредие много хора падат на земята или в рововете на терена, където са смазани от идващите зад тях, или са притиснати към постройките, при което умират от задушаване.
Въпреки трагедията, празненствата продължават в 14.00 часа на друг участък, а мястото на трагедията бързо е разчистено.

## Последици
Общият брой на загиналите се оценява на 1379 души, а над 1300 души са получили различни по вид наранявания.
Николай Александрович и неговата съпруга Александра Фьодоровна дълбоко преживявали случилото се. Тяхното първо желание било да отменят бала в чест на коронацията, който трябвало да се проведе при френския посланик, както и останалите празненства. Но царят е заложник на етикета и протокола. На императора било казано, че отмяната на празненствата би било обида от дипломатическа гледна точка и че балът в чест на коронацията е нужен за укрепване на отношенията между държавите. Николай Александрович неохотно се съгласил, но и той, и Александра Фьодоровна прекарали целия ден в московските болници, посещавайки ранените.
Голяма част от загиналите, които не са разпознати, са погребани в братска могила на Ваганковското гробище, а до нея същата година е издигнат възпоменателен паметник.
Императорското семейство отделя 90 000 рубли за помощ на пострадалите в болниците, но е обвинявано за неадекватно отношение към трагедията. Императорът е наречен от народа „Кървавият“, а Великият херцог Сергей Александрович Романов „княз Ходински“. Полковник Александър Власовский, обер-полицейместер на Москва, е освободен от длъжност.

## В литературата
- „Худинка“ (1910) – разказ, Лев Толстой
- „В толпе“ (?) – разказ, Фьодор Сологуб
- „От двуглавого орла к красному знамени“ (1921 – 1922) – роман, Пьотър Краснов
- „Животът на Клим Самгин“ (1925 – 1936) – роман, Максим Горки
- „Нечиста сила“ (1979) – роман, Валентин Пикул
- „Утоли моя печали“ (1997) – роман, Борис Василев
- „Коронация“ (2000) – роман, Борис Акунин